# 도이하라 겐지

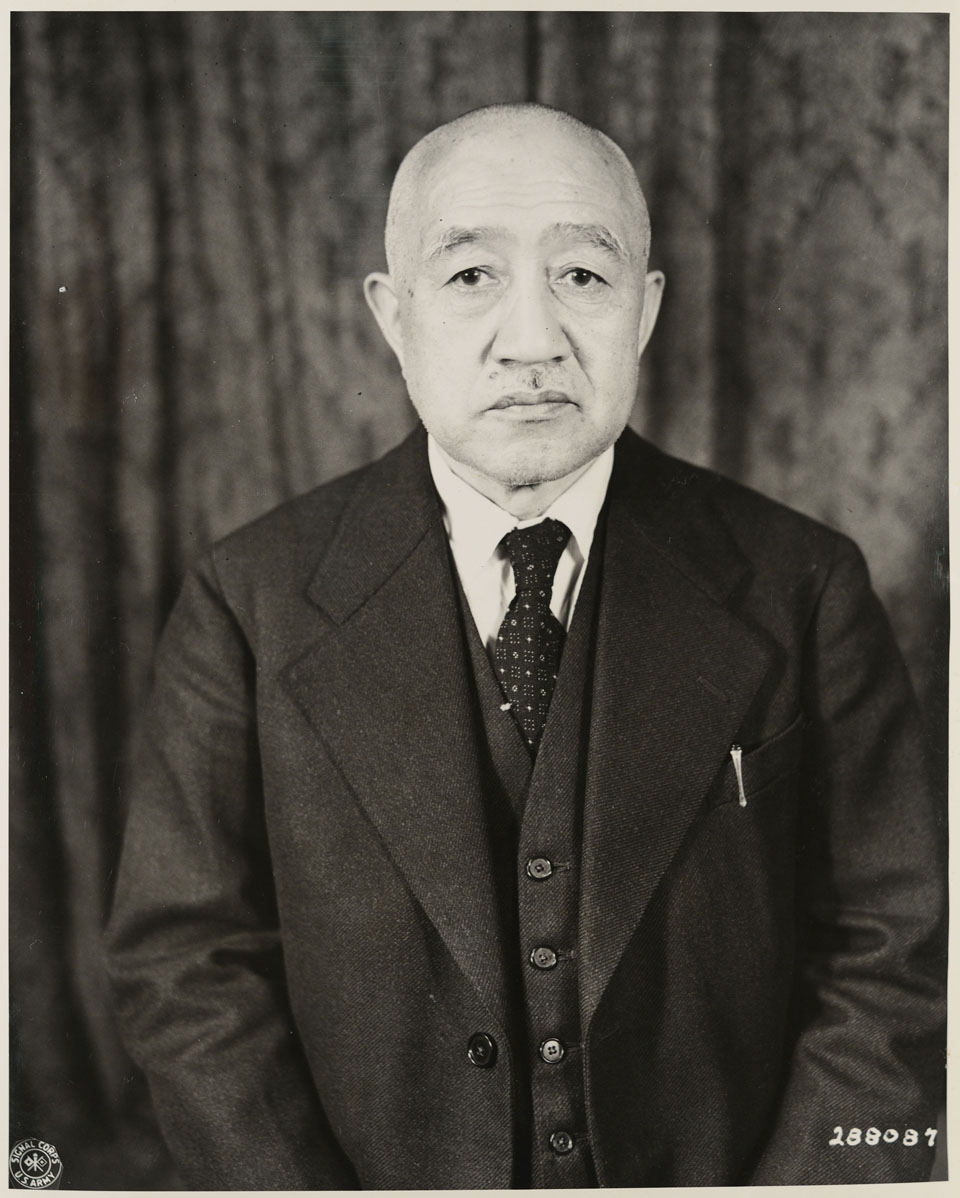
전범 재판 당시의 도이하라 겐지

도이하라 겐지(일본어: 土肥原 賢二, 1883년 8월 8일 ~ 1948년 12월 23일)는 일본제국 육군의 군인이자 대장, 전쟁 범죄자이다. 그는 만주국 건국 및 화북분리공작 등의 모략으로 만주국에 깊숙이 관여했으며, 생전의 별명은 "만주의 로렌스"였다. 전후 도쿄에서 열린 극동 국제 군사 재판에서 A급 전범이 되어 사형되었고, 1978년 야스쿠니 신사에 합사되었다.

## 인물과 경력
도이하라 겐지는 오카야마현 오카야마시 출신으로 1904년에 일본 육군사관학교, 1912년에는 일본 육군대학교를 졸업하였다.
그는 1912년 일본 육군대학교를 졸업함과 동시에, 참모 본부 중국과 부대위로서 베이징에서 대 중국 공작을 꾀했으며, 후에는 사카니시 리하치로(板西利八郞) 기관장 보좌관, 톈진 특무 기관장을 지냈다. 1931년 펑텐(奉天) 특무 기관장이 되었고, 만주사변 때에는 펑텐(奉天)의 임시 시장이 되었다.
후에는 화북분리공작(華北分離工作)을 추진해 진토협정(秦土協定)을 체결하였고, 이 결과 허베이성에 기동 방공 자치 정부를 성립시켰다. 그는 펑텐 사건(奉天事件) 을 배후 조종해 침략의 발판을 마련하는 등, 모략을 불사하는 침략을 자행해 "만주의 로렌스"라는 잘못된 별명을 얻었다.
그는 1941년 대장으로 승진해 육군 항공 총감을 맡았고, 1943년 3월에는 싱가포르로 가서 제7방면군의 사령관이 되었다. 1945년 4월 일본으로 돌아와 육군 교육 총감 직에 임했고, 일본이 무조건 항복을 선언할 때까지 유임하였다.

### 전범 재판
그는 제2차 세계 대전이 끝난 후, 연합군 최고사령부(GHQ) 에 체포되어 극동 국제 군사 재판에 회부되었다. 제2차 세계 대전과 관련된 동아시아의 전쟁 범죄인을 심판하기 위한 극동 국제 군사 재판에서 중국측이 강경적으로 그에게 극형을 내릴 것을 주장하였다.
결과적으로 그에게 사형 판결이 내려져 1948년 12월 스가모 구치소 내에서 교수형이 집행되었으나, 극동 국제 군사 재판의 전범 7명의 교수형이 집행된 지 30년 만인 1978년, 다른 전범들과 함께 야스쿠니 신사에 합사되었다.

## 같이 보기
- 특무기관
- 만주사변
- 푸이
- 일본의 전쟁범죄